# نعران
نعران (بالعبرية: נערן) (بالإنجليزية: Niran)‏ كيبوتس استيطاني إسرائيلي، أُقيم في 18 يونيو 1971 في غور الأردن على أراضي بلدة العوجا في محافظة أريحا. يقع إداريًا ضمن اختصاص مجلس غور الأردن الإقليمي، وبلغ عدد سكانه نحو 92 مستوطنًا في عام 2018.

## الوضع القانوني
يعتبر المجتمع الدولي المستوطنات الإسرائيلية في الضفة الغربية غير قانونية بموجب القانون الدولي، لكن الحكومة الإسرائيلية تعارض ذلك.